# شهرستان هویمین
شهرستان هویمین (به لاتین: Huimin County) یک منطقهٔ مسکونی در چین است که در بینژو (شاندونگ) واقع شده‌است. شهرستان هویمین ۱۲ متر بالاتر از سطح دریا واقع شده‌است.